# ۳-ام‌سی‌پی‌دی
۳-ام‌سی‌پی‌دی (به انگلیسی: 3-MCPD) با فرمول شیمیایی C۳H۷ClO۲ یک ترکیب شیمیایی با شناسه پاب‌کم ۷۲۹۰ است. که جرم مولی آن 110.539 g·mol−۱ می‌باشد. شکل ظاهری این ترکیب، مایع بی‌رنگ چسبناک است.